# Marianne Rauze
Marianne Rauze (20 de setembro de 1875 - 23 de outubro de 1964) foi uma jornalista francesa, feminista, socialista, pacifista e comunista.